# Claudia Stamm

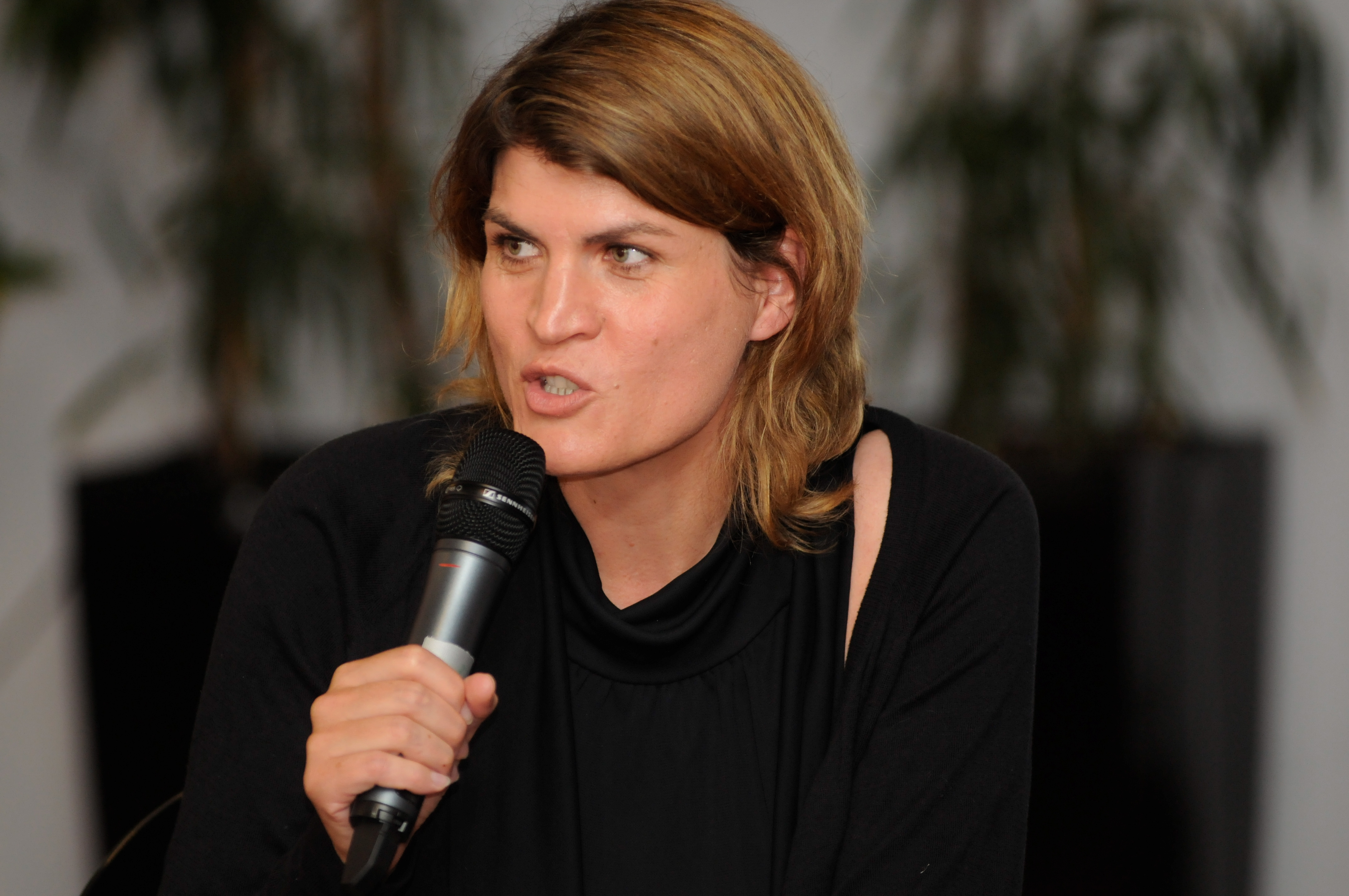
Claudia Stamm (2011)

Claudia Stamm (* 8. Oktober 1970 in Würzburg) ist eine deutsche Politikerin (Mut, zuvor Bündnis 90/Die Grünen). Vom 3. April 2009 bis zu ihrem Austritt aus der Partei im März 2017 war sie Abgeordnete von Bündnis 90/Die Grünen im Bayerischen Landtag. Von März 2017 bis Oktober 2018 nahm sie dieses Mandat als fraktionsloses Mitglied wahr, danach schied sie aus dem Landtag aus.
Mitte 2017 gründete Stamm die Partei Mut und wurde eine ihrer Gründungsvorsitzenden.

## Leben
Claudia Stamm ist die Tochter der CSU-Politikerin und Landtagspräsidentin Barbara Stamm (1944–2022). Sie verbrachte während ihrer Gymnasialzeit ein Jahr als Austauschschülerin in Illinois/USA und erwarb dort das High School Diploma. Nach dem Abitur 1990 am Wirsberg-Gymnasium in Würzburg absolvierte sie ein Magisterstudium Politologie und Philosophie mit Schwerpunkt Frauenforschung, zunächst an der Universität Eichstätt, dann an der Universität Köln, vier Jahre lang in Berlin und schließlich an der Universität Salamanca/Spanien. In ihrer Magisterarbeit an der FU Berlin befragte sie Frauen, die im Widerstand gegen den spanischen Diktator Francisco Franco aktiv gewesen waren.
Anschließend arbeitete sie freiberuflich bei einem Frauenverband. Nachdem sie bei mehreren Redaktionen des Bayerischen Rundfunks (BR) zunächst hospitiert hatte, war sie seit 1999 als freie Autorin und Redakteurin beim BR tätig (vor allem im Nachrichtenprogramm B5 aktuell). Ab 2019 arbeitete sie erneut als Journalistin beim BR.
Mitte September 2022 teilte Stamm mit, sie werde demnächst für den CSU-Landtagsabgeordneten Hans Ritt als wissenschaftliche Mitarbeiterin und Beraterin arbeiten; sie arbeite jedoch nicht für die CSU, sondern für Hans Ritt. Mittlerweile ist Stamm auch als Moderation tätig.
Claudia Stamm war mit dem Fotografen Hajü Staudt (ebenfalls Gründungsmitglied der Partei Mut) bis zu dessen Tod am 30. Juli 2018 verheiratet und hat aus dieser Ehe zwei Töchter und drei erwachsene Stiefkinder.

## Politik

### Bei den Grünen
Bei den Landtagswahlen 2008 trat Claudia Stamm für Bündnis 90/Die Grünen Bayern als Direktkandidatin im Stimmkreis München-Giesing an und auf Platz 9 der Liste für den Wahlkreis Oberbayern verfehlte jedoch zunächst knapp (um 70 Stimmen) den Einzug in den Landtag.
Nachdem die Landtagsabgeordnete Barbara Rütting im März 2009 aus gesundheitlichen Gründen den Verzicht auf ihr Mandat erklärt hatte, rückte Claudia Stamm am 3. April 2009 für sie nach.
Bei der Landtagswahl 2013 wechselte sie von München in den Stimmkreis Rosenheim-Ost und trat auf Platz drei der Liste für den Wahlkreis Oberbayern an.
Sie landete schließlich auf Platz 4 und zog damit erneut in den Landtag ein. Claudia Stamm war haushaltspolitische Sprecherin der Landtagsfraktion der Grünen. Zu ihren politischen Schwerpunktthemen gehörte darüber hinaus die Gleichstellungspolitik. Claudia Stamm trat im März 2012 im Landkreis Ansbach als Kandidatin für das Amt des Landrats an, gelangte mit einem Stimmanteil von knapp 20 Prozent aber nicht in die Stichwahl.

### Partei Mut
Am 22. März 2017 teilte Claudia Stamm auf einer Pressekonferenz mit, dass sie aus der Partei Bündnis 90/Die Grünen ausgetreten sei und eine eigene Partei gründen wolle.
Die Partei wurde Mitte 2017 unter dem Namen Mut gegründet. Stamm war gemeinsam mit dem Mitinitatior, dem Soziologen Stephan Lessenich, Gründungsvorsitzende.  Stamm war bis 2019 Parteivorsitzende.
Bei der Kommunalwahl in München 2020 kandidierte Stamm auf Platz 2 der Mut-Liste; die Liste errang jedoch kein Stadtratsmandat. Im September 2022 bezeichnete sich Stamm als passives Mitglied von Mut.

### Oberbürgermeisterwahl Würzburg
Nachdem der Amtsinhaber Christian Schuchardt im November 2024 seinen Rücktritt als Oberbürgermeister von Würzburg angekündigt hatte, bewarb sich Stamm als unabhängige Bewerberin um seine Nachfolge. Die Wahl fand am 4. Mai 2025 statt. Stamm erreichte 22,6 % der abgegebenen Stimmen und verpasst damit knapp die Stichwahl am 18. Mai. Diese findet statt zwischen Martin Heilig (Grüne), der 39,6 % erreichte, und Judith Roth-Jörg (CSU), die 23,9 % erreichte, 670 Stimmen mehr als Stamm. Eva Freifrau von Vietinghoff-Scheel, die Kandidatin der SPD, kam mit 14,0 % nur auf den vierten und letzten Platz.